# پتر زایرولد
پتر زایرولد (هلندی: Peter Zijerveld؛ زادهٔ ۱۶ مارس ۱۹۵۵) دوچرخه‌سوار اهل هلند است.